# ブルーを笑えるその日まで
『ブルーを笑えるその日まで』（ブルーをわらえるそのひまで）は、2023年12月8日よりアップリンク吉祥寺で公開された日本映画。監督・脚本は武田かりん、主演は映画初主演の渡邉心結と角心菜。
内気で学校に馴染めない中学2年生の女の子・アンと別室登校をしている同じクラスのアイナの夏休みを描いた青春ファンタジー。

## 製作
監督の武田かりんは、中学生時代の記憶を「ひとりぼっちだった当時、いつも考えていたのは、タイムマシンに乗った大人の私が助けに来て『大丈夫だよ』と味方してくれる、そんな空想でした」と語り、「それから10年が経って、そんな青春を笑えるようになってきた今でも何故かふと『どこかであの頃の自分が泣いているのではないか』という気分になる時があります」と語っている。
そして、あの頃夢見た「タイムマシン」として、この映画を作ることで、「過去 現在 未来の悩める誰かが、ブルーを笑えるその日まで、一緒に歩いていけるのではないかと信じています。」とコメントしている。
なお、タイトルの「ブルー」には「憂鬱」「青空」「青春」「若い日の、あの頃の記憶」など様々な意味が込められている。

## あらすじ
女子中学生の安藤絢子（アン）はクラスメイトから仲間はずれにされ、いつもひとりぼっちで校舎の薄暗い立入禁止の階段にいた。
ある日、彼女は「なんでも屋」という不思議な店で魔法の万華鏡をもらい、翌日学校で覗いてみると立入禁止の扉が開き、その先の屋上で同じ万華鏡を持つ生徒・佐田愛菜（アイナ）と出会う。
アイナは1年前から別室登校をしており、似たような境遇のふたりはすぐに打ち解け、アンは笑顔を取り戻していく。
学校の屋上には昔飛び降り自殺した生徒の幽霊が出るという噂がささやかれていた。アンはその幽霊がアイナなのではないかと疑念を持ちながらも、ふたりは楽しい夏休みを過ごしお互いにとってかけがえのない存在になっていく。

## キャスト
安藤絢子 / アン
演 - 渡邉心結
中学2年生。内気な女の子。不器用で学校に馴染めていない。
アイナと知り合い友だちとなる。
佐田愛菜 / アイナ
演 - 角心菜（青年期：夏目志乃）
アンのクラスメイトで、唯一の理解者。別室登校をしている。
ひとりぼっちのアンに万華鏡の魔法の呪文を教える。
田中ユリナ
演 - 丸本凛
宮村ナツミ
演 - 成宮しずく
谷本ナオ
演 - 佐藤ひなた
安藤加奈子
演 - 松澤可苑
アンの姉
アンの父
演 - 若林秀敏
アンの母
演 - 土屋いくみ
ババ
演 - 片岡富枝
クラスメイト
演 - Honami、山下森羅
アンたちのクラスメイト。
学校の教師
演 - 鳥谷宏之
アンたちの学校の教師。
その他（役名不詳）
- 荒澤智也[11]、宮原俐々帆[11]、根本拓洋[11]、川隅奈保子[11]、木田友和[11]

## スタッフ
- 監督・脚本 - 武田かりん
- プロデューサー - 田口敬太[11]
- 協力プロデューサー - 田中佐知彦[11]
- 主題歌 - RCサクセション 「君が僕を知ってる」[12]
- 音楽 - 山城ショウゴ[11]
- 撮影 - 上野陸生
- 照明 - 稲葉俊充
- 録音・MA - 黒沢秋
- 美術 - 野中茂樹
- ヘアメイク - 吉田冬樹
- 助監督 - 平岡凌
- スチール - 佐伯洋志
- 制作 - 田丸さくら[11]
- 配給 - 映日果人[11]